# Zelene Pole, Krîvîi Rih
Zelene Pole (în ucraineană Зелене Поле) este un sat în comuna Ordjonikidze din raionul Krîvîi Rih, regiunea Dnipropetrovsk, Ucraina.

## Demografie
Componența lingvistică a localității Zelene Pole
     Ucraineană (88,87%)
     Rusă (10,12%)
     Alte limbi (0,28%)
Conform recensământului din 2001, majoritatea populației localității Zelene Pole era vorbitoare de ucraineană (88,87%), existând în minoritate și vorbitori de rusă (10,12%).